# Enigmapercis acutirostris
Enigmapercis acutirostris, es una especie de pez actinopeterigio marino, de la familia de los percófidos.

## Distribución y hábitat
Se distribuye por aguas del sureste del océano Pacífico, un endemismo de la zona oeste de la cadena de Salas y Gómez (Chile). Son peces marinos de aguas profundas, de comportamiento ||Zona batial|batial]] y demersal, con una profundidad en un rango entre los 470 m y los 485 m, encontrado habitando solamente en la cima de un monte submarino.
No se sabe si esta especie está siendo afectada por cualquier proceso de amenaza importante en la actualidad; los montes submarinos dentro de esta gama de especies son usados para la pesca de una serie de especies comercialmente importantes, y si bien esta especie no está buscada directamente, puede ser tomada como captura secundaria por otras pesquerías comerciales, por lo que no se sabe si su supervivencia corre peligro.